# Žigmund Luksemburški
Žigmund poznat još i kao Sigismund Luksemburški (Nürnberg, 14. veljače 1368. – Znojmo, 9. prosinca 1437.) je bio rimsko-njemački car, hrvatsko-ugarski i češki kralj. 

## Životopis
Žigmund je rođen u Nürnbergu 14. veljače 1368. kao sin cara Karla IV. 1387. Godine 1385. oženio se Marijom Anžuvinskom, kćeri Ludovika I. i Elizabete Kotromanić, te time postao hrvatsko-ugarski kralj. Za rimsko-njemačkog cara okrunjen je u Rimu tek 1433. godine. Godine 1418. postao je i češki kralj.
Njegovom smrću 9. prosinca 1437. nestaje dinastija Luksemburg.

### Kralj Ugarske
Nakon smrti njezina oca godine 1382., njegova zaručnica Marija postala je kraljicom Ugarske. Žigmund se oženio njome godine 1385. u Zólyomu (danas Zvolen). Sljedeće su se godine hrvatski velikaši (braća Horvat, biskup Pavao Mačvanski, njegov brat Ivaniš i mlađi brat Ladislav) pobunili protiv kraljice Marije i njene majke Elizabete koja je djelovala kao regentica Ugarske, te ih obje zarobili i zatočili u Novigrad (Zadarska županija). Smatra se da je sve to izvedeno po razrađenom planu samog 17-godišnjeg Žigmunda, te da su njegovu punicu zadavili navodno Žigmundovi ljudi, u siječnja 1387. Sama kraljica Marija je spašena u lipnju 1387. uz pomoć Mlečana (njen prvi rođak, kralj Stjepan Tvrtko I., tada je postao počasni građanin Venecije), a ona se navodno pomirila s Hrvatima. Marija nikada nije oprostila Žigmundu za smrt svoje voljene majke, bez obzira na njegovu tvrdnje da je kaznio ubojice; nakon ovih događaja kraljevski su supružnici živjeli odvojeno i imali odvojena kućanstva. Marija je umrla godine 1395. u sumnjivoj nesreći s konjem, dok je bila u visokoj trudnoći. 
Nakon što je s mukom osigurao potporu plemstva, Žigmund je 31. ožujka 1387. bio okrunjen za kralja Ugarske u Stolnom Biogradu. Nakon što je skupio novac obećavajući Brandenburg svom rođaku Jobstu, markgrofu od Moravske (1388.), sljedećih devet godina bio je angažiran u neprekidnoj borbi za posjed ovog nestabilnog prijestolja. Razlozi feudalnih gospodara koji su mu pomogli doći na vlast nisu bili nesebični: Žigmund je morao platiti tu potporu prenošenjem značajnog dijela kraljevskih ovlasti. (Za nekoliko godina, barunsko vijeća upravljalo je državom u ime krune sv. Stjepana). Obnova ovlasti središnje uprave uzela je desetljeća rada. Velik dio nacije na čelu s velikom obitelji Gorjanski je bio uz njega, ali u južnim krajevima između Save i Drave, Hrvati su uz podršku bosanskog kralja Tvrtka, Marijinog ujaka, proglasili za kralja Ladislava Napuljskog, sina ubijenog Karla II. 
U susjednoj Bosni, Tvrtka je naslijedio mlađi brat Stjepan Dabiša, čiju su vlast priznali velikaši u susjednim područjima Hrvatske i Dalmacije. Kada je i Ladislav Napuljski poduzeo aktivnosti da uspostavi vlast nad istim područjima, Stjepan Dabiša se sasvim prislonio uz Žigmunda, kojemu đakovačkim ugovorom, negdje o polovini srpnja 1393. prizna pravo nasljedstva na bosansko prijestolje poslije svoje smrti, a Žigmund ga zauzvrat priznade zakonitim bosanskim kraljem. Po tom ugovoru nije Dabiša izgubio Hrvatsku i Dalmaciju, koje je odstupio Žigmundu tek u kolovozu 1394., a njihovo zauzeće povjerio je Žigmund novoimenovanom banu Nikoli Gorjanskomu, koji je i izvršio svoju zadaću već prije kraja godine. Premda su tako Hrvatska i Dalmacija došle u vlast Žigmundovu, imali su još i po Hrvatskoj i po Dalmaciji svojih pristaša i Stjepan Dabiša i Ladislav Napuljski, što je češće prouzrokovalo nereda.
Do 1395., Žigmundu odani ban Nikola II. Gorjanski nije uspijevao suzbiti ih. Kako bi se smanjio pritisak ugarskog plemstva, Žigmund je pokušao zaposliti strane savjetnike koji nisu bili popularni i on je morao obećati da neće davati zemlju i naslove nikomu osim ugarskim plemićima. To, međutim, nije važilo za Stibora od Stiboricza koji je bio Žigmundov najbliži prijatelj i savjetnik. U više navrata, Žigmunda su plemići bili zatvorili, ali uz pomoć vojske Gorjanskih i Stibora, uspio je povratiti vlast.
Godine 1396. Žigmund je predvodio kombiniranu kršćansku vojsku protiv Turaka, koji su iskoristili privremenu bespomoćnost Ugarske za proširenje svoje vlasti na obali Dunava. Ovaj križarski rat, koji je zagovarao papa Bonifacije IX., bio je vrlo popularan u Ugarskoj. Plemići su u tisućama hrlili u kraljevsku vojsku, kojoj su se priključivali dobrovoljci iz gotovo svih dijelova Europe; osobito je važan bio francuski kontingent pod vodstvom Ivana Neustrašivog, sina Filipa II., vojvode od Burgundije. Žigmund je skupio 90.000 ljudi i flotu od 70 galija. Nakon zauzimanja Vidina, on se sa svojom ugarskom vojskom utaborio ispred utvrde Nikopolj. Sultan Bajazid je odustao od opsade Carigrada, te se na čelu 140.000 ljudi sukobio s križarima kod Nikopolja i u potpunosti porazio kršćanske snage u bitci što je trajala od 25. do 28. rujna 1396. Žigmund se vratio preko mora i kroz područje Zete, gdje je predao lokalnom gospodaru Đurđu II. Balšiću otoke Hvar i Korčulu za otpor protiv Turaka; ti su otocu vraćeni Žigmundu nakon smrti Đurđa II. smrti u travnju 1403. 
Katastrofa u Nikopolju je ogorčila dio ugarskih velikaša, što je dovelo do nestabilnosti u kraljevstvu. Uzdrmane vlasti u Ugarskoj, Žigmund skreće pozornost na osiguravanje nasljedstva u Njemačkoj i Češkoj, te ga je priznao polubrat bez djece Vjenceslav IV. kao generalni vikar cijelog carstva. Međutim, Žigmund nije bio u mogućnosti podržati Vjenceslava, kada je svrgnut godine 1400., a Rupert Njemački, izborni palatin, izabran je za njemačkog kralja umjesto Žigmunda. 
Na povratku u Ugarsku u 1401., Žigmund je jednom bio zatočen i dva puta srušen s prijestolja. Godine 1401. Žigmund je potpomogao ustanak protiv Vjenceslava, tijekom čega je češki kralj bio zatvorenik i Žigmund je vladao Češkom devetnaest mjeseci. On je godine 1403. oslobodio Vjenceslava. U međuvremenu, skupina ugarskih plemića zaklela se na vjernost posljednjem vladaru iz dinastije Anžuvinca, Ladislavu Napuljskom, stavljajući ruke na relikvije svetog Ladislava Ugarskog u Nagyvárad. Ladislav je bio sin ubijenog Karla II., a time i daljnji rođak davno preminulog kralja Ludovika I. Ladislav je zauzeo Zadar godine 1403., ali je ubrzo prekinuo vojne aktivnosti. Sukob između Ladislava i Žigmunda je prouzročila rat s Mletačkom Republikom, jer je njima Ladislav prodao dalmatinske gradove za 100.000 dukata prije povratka u svoju zemlju. U sljedećim godinama Žigmund je neizravno djelovao da osujeti Ladislavove pokušaje osvojanja u središnjoj Italiji, udružujući se s talijanskim gradovima koji su se odupirali Ladislavu i organiziranjem diplomatskog pritiska na njega.
Godine 1404. on je uveo Placetum Regium. Prema ovoj uredbi, Papinske bule ne mogu biti primijenjivane u Ugarskoj i Hrvatskoj bez suglasnosti kralja. 
Oko 1406. u slobodnom kraljevskom gradu Krapini oženio se Marijinom rođakinjom Barbarom Celjskom (u narodu poznata pod nadimkom "Crna kraljica"), kćeri grofa Hermana II. Celjskog. Hermanova majka Katarina Kotromanić (iz dinastije Kotromanić) i Marijina majka kraljica Elizabeta (Elizabeta od Bosne) su bile sestre, ili rođakinje koje su bile usvojene kao sestre. Tvrtko I. je bio njihov prvi rođak i usvojeni brat, a možda čak i nasljednik po Mariji. Tvrtko je umro u svibnju 1391.; sumnja se da je njegova smrt bila ubojstvo po Žigmundovu nalogu. 
Žigmund je nakon ove pobjede osnovao vlastiti viteški red, Red Zmaja. Članovi tog vrlo uglednog reda su bili uglavnom njegovi politički saveznici i pristaše. Članovima reda postajali su najvažniji europski vladari. On je poticao međunarodnu trgovinu ukidanjem unutarnjih nameta, reguliranjem carina na stranu robu i standardiziranjem težina i mjera u cijeloj zemlji. Zbog njegovih čestih izostanaka zbog poslova u drugim zemljama nad kojima je vladao, bio je dužan konzultirati Ugarski Sabor češće od svojih prethodnika – izravno ili putem ureda Palatina kao glavnog administratora kraljevstva, dok je bio odsutan.Tijekom njegove vladavine kraljevski dvorac u Budimu postao je vjerojatno najveća gotička palača kasnog srednjeg vijeka.

### Kralj Hrvatske
U Slavoniji je uspio uspostaviti kontrolu. Pritom nije oklijevao koristiti nasilne metode (vidi Krvavi sabor križevački), ali južno od rijeke Save je ostvarivao tek slabu kontrolu. Žigmund je osobno vodio vojsku od gotovo 50.000 "križara" protiv Hrvata, koji su kulminirali u 1408. s bitkom kod Dobora, i pokoljem od oko 200 plemićkih obitelji, među kojima su mnogi prije toga sudjelovali u brojnim bitkama protiv Turaka. 

### Protupoljski savez
U više navrata, a posebno 1410., Žigmund se povezao s teutonskim vitezovima protiv poljskog kralja Wladyslawa Jagielovića. U zamjenu za 300.000 dukata on je trebao napasti Poljsku s juga nakon što istekne primirje na blagdan sv. Ivana, 24. lipnja. Žigmund je svojem najvjernijem prijatelju Stiboru od Stiboricza zapovijed da pripremi napad na Poljsku. 
Stibor od Stiboricza je bio poljskog podrijetla, iz glavne linije jakog klana Ostoja koji je također u početku bio protiv izbora Jagelovića za kralja Poljske. Uz podršku Žigmunda, Stibor je postao jedan od najutjecajnijih ljudi u kasnoj srednjovjekovnoj Europi, držeći naslove vojvode od Transilvanije i posjed oko 25% današnje Slovačke, uključujući 31 dvorac od kojih je 15 bilo smješteno uz 406 km dugu rijeku Váh, što mu je s okolnim zemljištima u posjed dao Žigmund. 
U diplomatskim aktivnostima kojima se nastojalo izbjeći rat između Poljske-Litve (koju je podržavala Rusija) i teutonskih vitezova, Žigmund se koristio Stiborovom "finom diplomacijom za financijsko osnaživanje". Poljska strana imenuje nekoliko pregovarača, a većina od njih su također iz klana Ostoje, u srodstvu sa Stiborom. Međutim, ti "susreti obitelji" nisu mogli spriječiti rat, te je savez od 22 zapadne države formirao vojsku protiv Poljske u bitci kod Grünwalda u srpnja 1410. Stibor je tadao napao Nowy Sacz i spalio ga do temelja, ali nakon toga se vratio sa svojom vojskom kući natrag u Beckov dvorac. 
Nakon poljske pobjede u bitci za Grünwald, vitezovi Teutonci su morali platiti Poljskoj ogroman iznos u srebru na ime naknade ratne štete. Zahvaljujući daljnjim diplomatskim aktivnostima svojega prijatelja Stibora, Žigmund je mogao pozajmiti isto to srebro od kralja Poljske, uz dobre uvjete.

### Izbor za "Kralja Rimljana"
Nakon smrti rođaka Ruperta Njemačkog Žigmunda 1411. godine izabiru sedmorica knezova – elektora za "Kralja Rimljana", tj. za titulu koja je prema redovnom tijeku stvari vodila na krunidbu za Cara Svetog Rimskog Carstva koji je obred vršio pape – koja je u Žigmundovom slučaju zbog vrlo složenih političkih i crkvenih prigoda uslijedila tek 1433. godine.

### Sabor u Konstanzu
Između 1412. – 23. aktivirao se protiv Mlečana u Italiji. Kralj je iskoristio poteškoće protupape Ivana XXIII kako dobiti obećanje da će crkveni sabor biti sazvan u Konstanzu godine 1414. kako bi se riješio zapadni crkveni raskol. On je preuzeo vodstvo u raspravama ovog sabora, a tijekom zasjedanja napravio je putovanje u Francusku, Englesku i Burgundiju u uzaludnom pokušaju da osiguravanja odricanja trojice suparnika od naslova pape, kako bi sabor mogao izabrati novog, čiju bi duhovnu vlast priznavale sve katoličke zemlje. Sabor je je završio godine 1418., rješavajući raskol i –  što je imalo velike posljedice na buduću Žigmundovu karijeru – češki vjerski reformator Jan Hus je spaljen na lomači zbog hereze u srpnju 1415. Suučesništvo Žigmunda u smrti Husa je bilo predmet kontroverze. On je Husu jamčio sigurnost, prosvjedovao protiv njegovog zatvaranja, a Hus je spaljen za vrijeme njegove odsutnosti.
Također je bio slučaj na ovom Saboru da se kardinal odvažio ispraviti Žigmundov latinski (on je tumačio riječ schisma (raskol) kao ženski rod umjesto srednji). Pritom je Žigmund je odgovorio:
| „ | Ja sam kralj Rimljana i iznad gramatike | ” |
| — |                                         |   |

Savez s Engleskom protiv Francuske, te zbog neprijateljstva knezova ne do kraja uspješna nastojanja da osigura mir u Njemačkoj koristeći saveze gradova, bili su njegova glavna aktivnost tijekom tih godina. Također, Žigmund je odobrio kontrolu markgrofovije Brandenburg (koji je dobio natrag nakon Jobstove smrti) Fridriku I. Hohenzollernu, grofu od Nürnberga (1415.). Ovaj korak je učinio obitelj Hohenzollern jednom od najvažnijih u Njemačkoj.
Žigmund, car Svetog Rimskog Carstva je počeo mijenjati savezništo od Francuske na Englesku, nakon francuskog poraza u bitci kod Agincourta. Sporazumom iz Canterburyja (15. kolovoza 1416.) su kulminirali diplomatski napori između Henrika V. kralja Engleske i Žigmunda te proizveli napadački i obrambeni savez protiv Francuske. Taj je savez pridonio rješavanju zapadnog ("papinskog") crkvenog raskola.

### Husitski ratovi
Godine 1419., smrt Vjenceslava IV. ostavila je Žigmundu naslov kralja Češke, ali on je morao čekati sedamnaest godina prije nego što će ga Česi priznati. Iako su dvije časti kralja Rimljana i kralja Češke dodatno povećale njegovu važnost, i učinile ga nominalnom glavom kršćanstva, one mu nisu povećale realnu moć i financijski su ga dovele u neugodan položaj. Jedino kao kralj Ugarske uspijevao je u cijelosti realizirati svoj autoritet i poduzimati redovne stvari za red i dobru upravu u zemlji. Povjerivši vlast nad Češkom Sofiji Bavarskoj, Vjenceslavovoj udovici, on se požuri u Ugarsku. 
Česi ga smatrali nepouzdanim kao Husovog “izdajnika” i bili su uskoro pod oružjem, a situaciju je do usijanja dovelo kad je Žigmund proglasio svoju namjeru provođenja rata protiv heretika. Tri pohoda protiv husita su završila katastrofom, iako je vojska njegovog najvjernijeg saveznika Stibora od Stiboricza, a kasnije njegova sina Stibora od Beckova uspijevala držati husite daleko od granica kraljevstva. 
Turci su opet napadali Ugarsku. Kralj, u nemogućnosti dobivanja podrške njemačkih knezova, bio je nemoćan u Češkoj. Njegovi pokušaji na skupštini u Nürnbergu godine 1422. za podizanje plaćeničke vojske osujećeni su otporom gradova, te su 1424 birača, među kojima je bio Žigmundov bivši saveznik, Fridrik I. Hohenzollern, nastojali ojačati svoj autoritet na štetu kralja. Iako je program propao, opasnost za Njemačku od husita dovela je do unije iz Bingena, kojom je Žigmund gotovo lišen vodstva u ratu i vrhovništva u Njemačkoj.
Godine 1428. vodio je drugi pohod protiv Turaka, ali opet sa slabim učinkom. Godine 1431. otišao je u Milano gdje je 25. studenoga primio željeznu krunu Kralja Italije, nakon čega je ostao neko vrijeme u Sienni, pregovarajući za svoju krunidbu kao cara, te za priznavanje Bazelskog koncila od strane pape Eugena IV. Okrunjen je za cara u Rimu 31. svibnja 1433.; nakon toga se vraća u Češku, gdje je bio priznat kao kralj godine 1436., iako je njegova vlast bila jedva nešto više od nominalne.
Umro je u 9. prosinca 1437. u Znojmu (njemački: Znaim), Moravskoj (današnja Češka), a po nalogu za života, bio je pokopan u Nagyváradu, u Ugarskoj (danas Oradea, Rumunjska), uz grob kralja Ladislava I. svetog, koji je bio ideal savršenog vladara, ratnika i kršćanina u to vrijeme i Žigmund ga je istinski poštovao. Njegova druga supruga, Barbara Celjska rodila mu je samo kćer, Elizabetu Luksemburšku koja se udala za Alberta V., vojvodu od Austrije (kasnije njemački kralj Albert II.). Kako Žigmund nije imao sinova za nasljednike, njegovom smrću je izumrla dinastija Luksemburg.

## Obitelj i potomci
Žigmund se ženio dva puta, ali nije imao sreće u osiguranju nasljedstva za svoju krunu. Svaki je od njegova dva braka rezultiralo rođenjem jednog djeteta. Njegovo prvo rođeno dijete, vjerojatno sin, rođen je prerano kao rezultat nesreće pri jahanju koju je u Ugarskoj pretrpjela kraljica Marija u visokoj trudnoći. Majka i dijete su umrli ubrzo nakon rođenja u brdima Budima 17. svibnja 1395. To je izazvalo duboku krizu oko nasljedstva, jer je Sigismund vladao Ugarskom po pravu svoje supruge, a iako je uspio zadržati svoju moć, kriza je trajala sve do drugog braka s Barbarom Celjskom. Barbarino jedino dijete, rođeno 7. listopada 1409., vjerojatno u dvorcu Višegrad, bila je Elizabeta Luksemburška, buduća kraljica (ne kao prestolonasljednica, nego kao supruga Alberta Austrijskog)Ugarske, Njemačke i Češke. Kraljica Barbara nije mogla roditi drugo dijete. Elizabeta je, dakle, jedini preživjeli legitimni potomak Žigmunda.

## Sklonost Ugarskoj
Za Žigmunda je poznato da je tečno znao govoriti mađarski, nosio je kraljevsku odjeću u ugarskom stilu, pa čak i puštao bradu kao Mađari.
On je također potrošio za svoje vladavime ogromnu količinu novca na obnovu gotičkih dvoraca Budima i Višegrad u Mađarskoj, narućujući potrebne materijale iz Austrije i Češke.
Njegove ljubavene veze sa sluškinjama dovele su do stvaranja nekoliko legendi; prema jednom je moćni mađarski velikaš i regent Ugarske Janko Hunjadi bio izvanbračno dijete kralja Žigmunda – čime bi njegov sin i Ugarsko-hrvatski kralj Matija Korvin bio unuk kralja po muškoj liniji. Prema legendi, Žigmund je dao prsten dječakovoj majci kada je rođen, ali joj ga je jednog dana u šumi gavran ukrao, a prsten je vraćen tek nakon što je ptica ulovljena. Priča se da je ovaj incident nadahnuo grb obitelji Hunyadi, a kasnije se također pojavio u grbu Matije "Korvina".; vjerojatno je priča izraz potrebe da se Matijašu Korvinu, kralju jednog značajnog kraljevstva, pripiše u narodu kakvo – takvo kraljevsko nasljedno dostojanstvo. Naime, makar su velikaši okupljeni u državni Sabor imali pravni legitimitet izabrati kralja, u to se doba već stoljećima širom Europe kraljevska vlast prenosila prema nasljednom redu unutar stoljetnih kraljevskih dinastija.
Žigmund je usvojio mađarsko štovanje svetog Ladislava I., kralja Mađarske, koji je smatran idealnim kršćanskim vitezom u to vrijeme. U više navrata odlazio je na hodošaće na njegov grob u Nagyvárad. Prije nego što je umro Žigund je naredio da bude pokopan uz kralja sveca.

## U popularnoj kulturi
Žigmund Luksemburški je opisan kao lik u romanima Posljednji svoga roda i krvavi sabor križevački Milutina Mayera. Također je lik povijesnog romana "Kletva", posljednjeg i nedovršenog romana Augusta Šenoe.

## Vanjske poveznice
- Sigismund Luksemburgovac Hrvatska enciklopedija
- Sigismund (Žigmund) Luksemburški Proleksis enciklopedija

| Prethodnik:                | Hrvatsko-ugarski kralj | Nasljednik:                |
| Ladislav IV. (1386.-1409.) | Hrvatsko-ugarski kralj | Albert II. (1437. – 1438.) |

| Prethodnik:               | Rimsko-njemački car | Nasljednik:                  |
| Karlo IV. (1355. – 1378.) | Rimsko-njemački car | Fridrik III. (1452. – 1493.) |